# ستيلا هيوم
ستيلا هيوم (بالإنجليزية: Stella Hume)‏ هي مذيعة ‏ أسترالية، ولدت في 4 أكتوبر 1882 في South Yarra ‏ في أستراليا، وتوفيت في 3 يناير 1954 في غولبرن في أستراليا.